# Клин-Бельдин
Клин-Бельдин — деревня в Зарайском районе Московской области, в составе муниципального образования сельское поселение Гололобовское (до 28 февраля 2005 года входила в состав Масловского сельского округа). Деревня связана автобусным сообщением с райцентром и соседними населёнными пунктами.

## География
Клин-Бельдин расположено в восточной части Зарайского района, у границы с Луховицким районом, в 21 км восточнее Зарайска. Через деревню протекает река Пилис, высота центра деревни над уровнем моря — 152 м.

## Население
| 2002 | 2006 | 2010 |
| ---- | ---- | ---- |
| 56   | ↗62  | ↗67  |

## История
Село Бильдина впервые в исторических документах упоминается в Платежных книгах 1594—1597 года, как вотчина Солотчинского монастыря, деревня Клин существовала рядом. В 1858 году, в тогда ещё селе, числилось 100 дворов и 493 жителя, в начале XX века — 760 жителей. В конце XIX века Бильдино и Клин сливаются в одну деревню, в 1914 году упоминается деревня Бильдин-Клин, название Клин-Бельдин закрепилось позже. В 1929 году был образован колхоз «Новая жизнь», в 1960 году включённый в совхоз «Маслово». В селе некоторое время жил и работал землемером писатель А. И. Куприн. До 1966 года — центр Клин-Бельдинского сельсовета.

## Достопримечательности

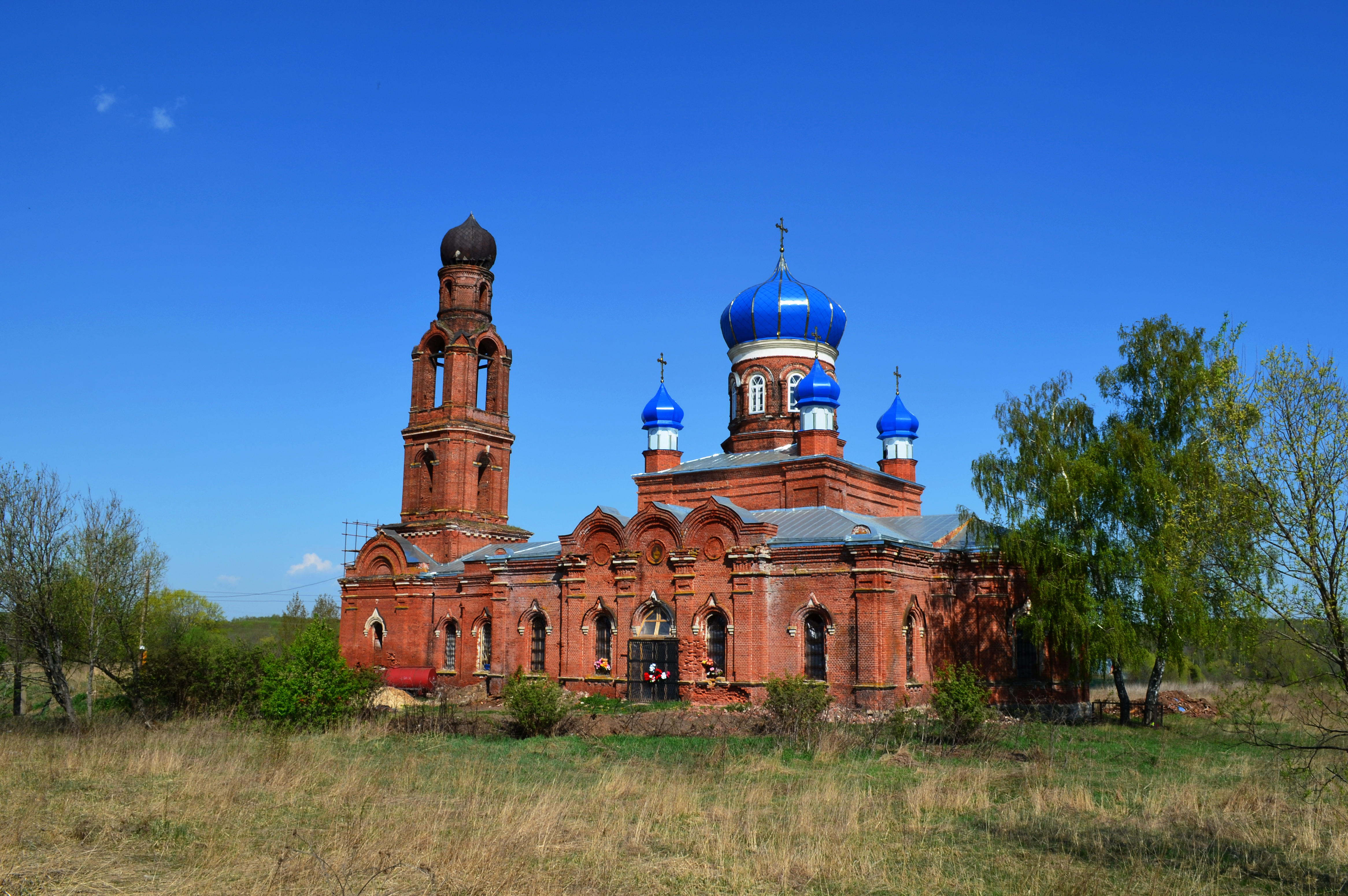
Благовещенский храм

Деревянная Благовещенская церковь в Бильдино существовала с XVI века (упоминается в приправочной книге 1616 года). К концу XVIII века она сгорела и в 1796 году была построена новая, также деревянная, разобранная в 1910—1920 годах, после постройки каменной. Кирпичная пятиглавая церковь с колокольней, Никольским и Покровским приделами, в русском стиле, сооружена в 1904—1907 годах, в 1961 году была закрыта, вновь действует с 1991 года.